# Juan Duarte Martín
Juan Duarte Martín (Yunquera, 17 de marzo de 1912 – Álora, 15 de noviembre de 1936) fue un diácono católico, mártir español y alumno del Seminario Diocesano de Málaga, asesinado en 1936 por el bando republicano en el marco de la persecución religiosa durante la guerra civil española. Considerado uno de los mártires españoles del siglo XX, fue beatificado en Roma el 28 de octubre de 2007, bajo el pontificado de Benedicto XVI. 
Tras ser detenido en su casa por milicianos de la Federación Anarquista Ibérica, fue llevado a Álora, donde fue sometido durante días a torturas y humillaciones con el propósito de que blasfemara. Al negarse a renegar de su fe, fue llevado al Arroyo Bujía, a kilómetro y medio de la estación. A unos diez metros del puente de la carretera lo tumbaron en el suelo y con un machete lo abrieron en canal de abajo a arriba, le llenaron de gasolina el vientre y el estómago y luego le prendieron fuego. Durante este último tormento, Juan Duarte sólo decía: "Yo os perdono y pido que Dios os perdone... ¡Viva Cristo Rey!". Las últimas palabras que salieron de su boca con los ojos bien abiertos y mirando al cielo fueron: "¡Ya lo estoy viendo... ya lo estoy viendo!" Los mismos que intervinieron en su muerte contaron luego en el pueblo que uno de ellos le interpeló: "¿Qué estás viendo tú?". Y acto seguido, le descargó su pistola en la cabeza.
Su cadáver, enterrado en el lugar del martirio, exhumado en 1937 y trasladado al cementerio de Yunquera, lugar en el que permaneció hasta su traslado a la iglesia parroquial, donde encuentra en la actualidad.